# Pseudolycopsis cabrerai
Pseudolycopsis cabrerai és una espècie extinta de marsupial esparassodont de la família dels borhiènids que visqué a Sud-amèrica durant el Miocè superior, fa entre 8 i 10 milions d'anys. Se n'han trobat restes fòssils a l'Argentina. Es tracta de l'única espècie del gènere Pseudolycopsis.